# La Verdière
La Verdière é uma comuna francesa na região administrativa da Provença-Alpes-Costa Azul, no departamento de Var. Estende-se por uma área de 68,16 km². Em 2010 a comuna tinha 1 621 habitantes (densidade: 23,8 hab./km²).